# Giambattista Castelnuovo
Giovanni Battista Castelnuovo, indicato anche con le varianti di Giambattista o Castelnovo (Cesana Brianza, 3 giugno 1757 – Como, 23 dicembre 1831), è stato un vescovo cattolico italiano.

## Biografia
Proveniente da una famiglia borghese della Brianza, Giovanni Battista Castelnuovo iniziò i propri studi vestendo l'abito clericale da seminarista a dodici anni. Proseguì quindi i propri studi dapprima al seminario di Celana e poi al seminario generale di Milano, ove ebbe modo di studiare retorica e completare il corso di filosofia e teologia. Nel 1779 entrò nella congregazione degli oblati.
Nel 1786 ottenne l'incarico di professore di storia della chiesa e di esegesi del seminario generale di Pavia, divenendone poi Prefetto degli Studi.
Successivamente, passato al seminario generale di Milano, ottenne le cattedre di lingue orientali e di ermeneutica.
Nel 1800 l'arcivescovo Filippo Maria Visconti lo nominò prevosto di Corbetta. Resse la pieve locale per oltre un ventennio, quando venne promosso vescovo di Como, l'8 gennaio 1821, venendo consacrato il successivo 8 aprile per l'imposizione delle mani dell'arcivescovo di Milano, il futuro cardinale Karl Kajetan von Gaisruck. Si insediò nella nuova sede episcopale il 13 maggio di quello stesso anno e qui scelse come suo vicario Antonio Luraschi (1746-1831), autore di un corso di teologia morale che all'epoca era molto accreditato nei seminari milanesi.
A Corbetta, negli anni del suo prevostato, riprese gli importanti lavori di ricostruzione della locale collegiata di San Vittore martire che erano iniziati nel 1792 e che si erano interrotti per gli eventi della Rivoluzione francese prima e del periodo napoleonico poi, completando la struttura interna e prolungando i lavori sino al 1809, quando benedisse la nuova chiesa.
Di carattere mite e generoso, ma dotato di profonda cultura e grandi capacità di eloquenza e didattiche, il Castelnuovo resse la diocesi comasca sino alla sua morte, avvenuta a Como il 23 dicembre 1831.
Giudicate di notevole interesse, le sue omelie vennero fatte stampare nel 1840 per gli Ostinelli, aggiungendovi in seguito un compendio di poesie in latino da lui composte negli anni di prevostato a Corbetta.

## Genealogia episcopale
La genealogia episcopale è:
- Cardinale Guillaume d'Estouteville, O.S.B.Clun.
- Papa Sisto IV
- Papa Giulio II
- Cardinale Raffaele Sansone Riario
- Papa Leone X
- Papa Paolo III
- Cardinale Francesco Pisani
- Cardinale Alfonso Gesualdo
- Papa Clemente VIII
- Cardinale Pietro Aldobrandini
- Cardinale Laudivio Zacchia
- Cardinale Antonio Barberini, O.F.M.Cap.
- Cardinale Marcantonio Franciotti
- Papa Innocenzo XII
- Cardinale Leopold Karl von Kollonitsch-ipót
- Cardinale Johann Philipp von Lamberg
- Arcivescovo Franz Anton von Harrach-Rorau
- Arcivescovo Leopold Anton von Firmian
- Arcivescovo Leopold Ernst von Firmian
- Arcivescovo Joseph Adam von Arco
- Vescovo Leopold Leonhard Raymund von Thun und Hohenstein
- Cardinale Karl Kajetan von Gaisruck
- Vescovo Giambattista Castelnuovo